# Leskia lineaticollis
Leskia lineaticollis är en tvåvingeart som beskrevs av Fritz Isidore van Emden 1960. Leskia lineaticollis ingår i släktet Leskia och familjen parasitflugor. Inga underarter finns listade i Catalogue of Life.